# Pomacanthus maculosus
Pomacanthus maculosus (лат.) — вид тропических морских рыб из семейства рыб-ангелов (Pomacanthidae) отряда окунеобразных.
Общая длина тела может достигать 50 см, но обычно около 20 см. Половозрелыми становятся при длине около 21,6 см.
Обитает на коралловых рифах у побережья Восточной Африки и Аравийского полуострова, в Красном море, Оманском и Персидском заливе. Ареал простирается вдоль восточноафриканского побережья на юг до южного Мозамбика. На север распространена до Синайского полуострова в Красном море и северных берегов Персидского залива. Встречается у берегов Сейшельских островов. Встречается на глубинах от 4 до 50 м.
Обычно встречается в богатых кораллами районах, скалистых районах и защищенных илистых бухтах с кораллами. При этом на илистых рифах встречается чаще, чем в богатых зарослях кораллов. В местах обитания обычна, имеет стабильную популяцию.

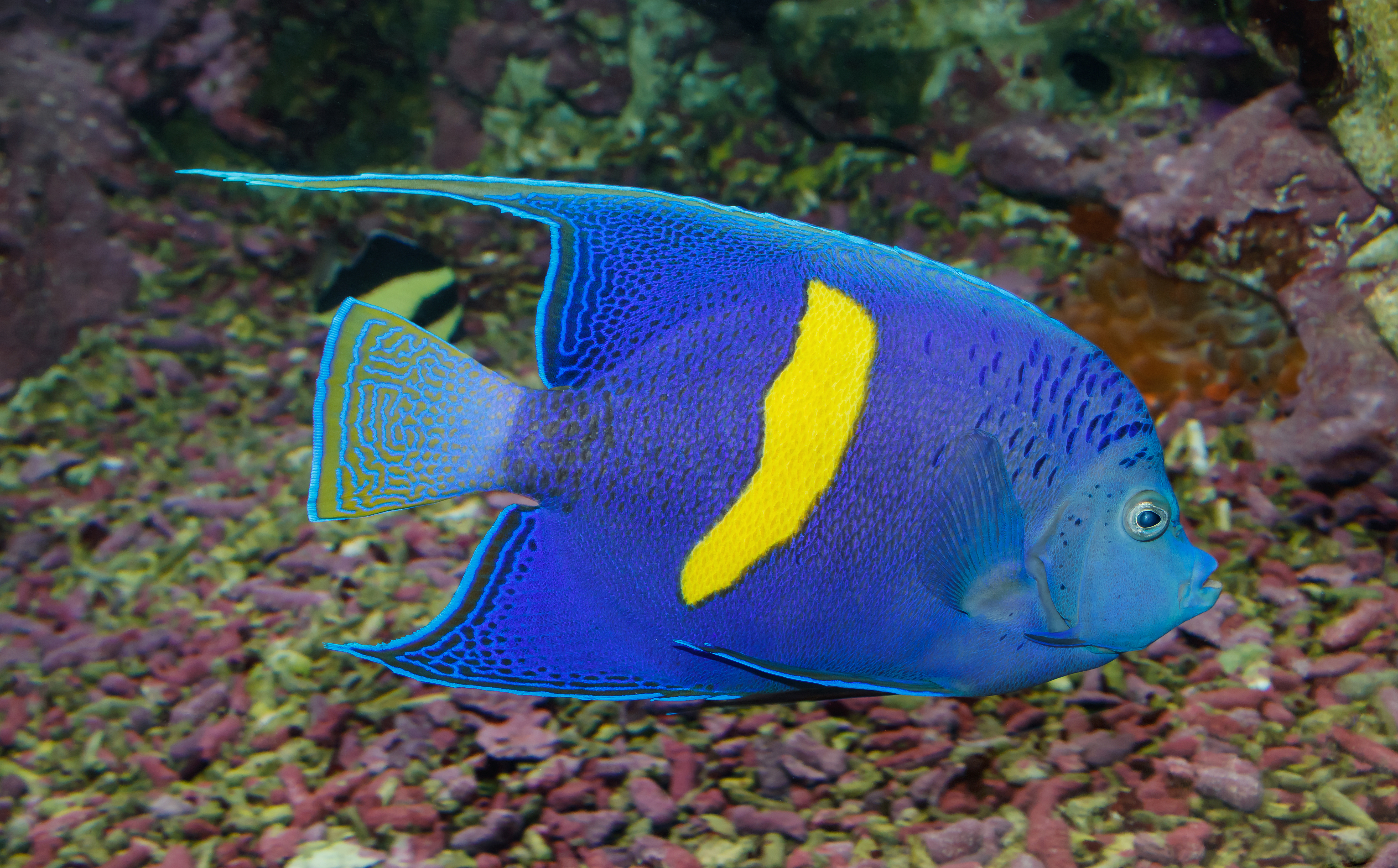
Молодая рыба-ангел Pomacanthus maculosus